# Zelotes manzae
Zelotes manzae este o specie de păianjeni din genul Zelotes, familia Gnaphosidae. A fost descrisă pentru prima dată de Strand, 1908.
Este endemică în Insulele Canare. Conform Catalogue of Life specia Zelotes manzae nu are subspecii cunoscute.